# Sun Caiyun
Sun Caiyun (chiń. 孙彩云; ur. 21 lipca 1973 w Shenzhen) – chińska lekkoatletka, specjalizująca się w skoku o tyczce, pierwsza oficjalna rekordzistka świata.
W 1994 otrzymała karę 3 miesięcy dyskwalifikacji za doping.

## Osiągnięcia
- 3 rekordy świata
  - 4,05 m, 21 maja 1992 Nankin
  - 4,11 m, 21 marca 1993 Kanton
  - 4,12 m, 22 października 1994 Kanton, wynik ten wyrównała miesiąc później na zawodach w tym samym mieście
- złoto igrzysk dobrej woli (Petersburg 1994)
- 4. miejsce podczas halowych mistrzostw świata (Paryż 1997)
- brązowy medal igrzysk azjatyckich (Bangkok 1998)

## Rekordy życiowe
- skok o tyczce (stadion) – 4,25 m (1996)
- skok o tyczce (hala) – 4,28 m (1996)